# Операція «Гладіо»
Operation «Гладіо» (італ. Operazione Gladio) — кодова назва підпільної операції НАТО «залишені позаду» в Європі під час Холодної війни. Її метою було продовжити збройний опір у випадку радянського вторгнення і завоювання. Хоча першочергово «Гладіо» називали операцію італійської гілки НАТО, згодом назва «Операція Гладіо» почала використовуватися як неофіційна назва для всіх «залишених позаду» операцій. Назва Гладіо є італійською формою назви римського короткого меча — Гладіус. Операції «залишені позаду» проводились у багатьох країнах-членах НАТО і навіть у деяких нейтральних країнах

## Історія та структура

#### Британський досвід Другої світової війни
Після падіння Франції в 1940 році Вінстон Черчилль створив Управління спеціальних операцій (SOE), щоб допомагати рухам опору та проводити диверсії та підривні дії в окупованій Європі. Через півстоліття було виявлено, що SOE була доповнена організацією, яка була створена в умовах надзвичайної секретності для підготовки оборони під час можливого вторгнення Райху .
По всій Британії була сформована мережа бійців опору та створені сховища зі зброєю . Мережа була частково набрана з 5-го батальйону Шотландської гвардії (який спочатку був сформований, але не був розгорнутий, його метою була допомога фінським силам, які боролися з радянським вторгненням до Фінляндії). Мережу, яка стала відомою як Допоміжні підрозділи, очолював майор Колін Габбінс — експерт з партизанської війни (пізніше керівник SOE). Підрозділи були частково навчені «Божевільним Майком» Калвертом, офіцером Королівських інженерів, який був спеціалістом з вибухівки та партизанських рейдів. У тій мірі, в якій вони були загальнодоступними, допоміжні підрозділи були замасковані під підрозділи домашньої гвардії під командуванням внутрішніх сил СТАВ. Мережа нібито була розформована в 1944 році; деякі з його членів згодом приєдналися до Спеціальної повітряної служби та брали участь у бойових діях у Північно-Західній Європі.
Незважаючи на те, що Девід Лемпі опублікував книгу про допоміжні підрозділи в 1968 році, їх існування не було відоме широким колам громадськості, доки такі репортери, як Девід Паллістер з The Guardian, не відновили цікавість до цієї теми у 1990-х роках.